# Mysmeniola spinifera
Mysmeniola spinifera är en spindelart som beskrevs av Thaler 1995. Mysmeniola spinifera ingår i släktet Mysmeniola och familjen Mysmenidae.
Artens utbredningsområde är Venezuela. Inga underarter finns listade i Catalogue of Life.